# Thiên hà Viên Quy
Thiên hà Viên Quy (ESO 97-G13) là một thiên hà Seyfert nằm ở chòm sao Viên Quy và là một trong những thiên hà gần Ngân hà của chúng ta nhất. (xem thêm NGC 185). Nó nằm cách chúng ta 13 triệu năm ánh sáng. Thiên hà Viên Quy đang trong quá trình thay đổi dữ dội, các vành đai khí bị đẩy ra khỏi thiên hà. Vành đai ngoài cùng cách trung tâm của thiên hà 700 năm ánh sáng và vành đai trong cùng cách 130 năm ánh sáng. Thiên hà Viên Quy có thể được quan sát dùng kính thiên văn loại nhỏ, tuy nhiên nó chỉ được chú ý đến vào năm 1977 bởi vì nó nằm gần mặt phần của Ngân hà và bị che khuất bởi đám bụi thiên hà.
Thiên hà Viên Quy là một trong 12 thiên hà lớn bao quanh Nhóm địa phương nằm ở Dải cục bộ.